# Fonte (fumetto)
La Fonte (Source) è un concetto metafisico fittizio creato da Jack Kirby per la saga fumettistica del Quarto Mondo pubblicata dalla DC Comics. È apparsa per la prima volta su New Gods n. 1 (febbraio-marzo 1971).

## Storia
La Fonte può essere considerata una Coscienza condivisa nell'Universo DC, dove è l'equivalente non religioso della natura di Buddha. È la "fonte" di tutto ciò che esiste. In alternativa, può essere considerata una descrizione del Dio Creatore dell'Universo, un analogo fantascientifico basato sulla dottrina giudaico-cristiana. Associata generalmente ai Nuovi Dei, la Fonte è la supposta origine dell'"onda divina" che si crede sia stata responsabile per aver donato i poteri ai supereroi dell'universo DC.
Ai confini dell'universo conosciuto, nella Galassia di Prometeo, risiede il Muro della Fonte, che protegge la Fonte e intrappola chiunque cerchi di attraversarlo.
Nei fumetti DC Comics non sono ancora stati chiariti molti aspetti concreti della Fonte, se non che possiede onnipotenza e onniscienza, e sa prevedere anche il futuro.

## Altre versioni
In un crossover mai pubblicato tra marvel e dc Thanos si scontrava con gli Eterni e con i Nuovi Dei per attraversare il muro della fonte. Uccideva Darkseid,suo concorrente nell'impresa, e grazie al cubo cosmico penetrava nella fonte incontrando La Presenza. Non in grado di possedere tutta quella conoscenza l'intelligenza di Thanos regredì fino a farlo tornare bambino. La Presenza decise di crescerlo in modo da farlo diventare erede dei suoi poteri.

## Altri media
Nella serie animata Justice League Unlimited il passaggio attraverso il Muro della Fonte poteva essere effettuato sopravvivendo soltanto da un intelletto di dodicesimo livello (Lex Luthor riuscì a entrare e uscire dalla Fonte). Dietro il Muro della Fonte risiedevano tutti i segreti dell'universo, inclusa l'Equazione dell'Anti-vita cercata da Darkseid.